# Championnat du Sénégal de football 1995
Navigation
Saison 1992-1993 Saison 1996
La saison 1995 du Championnat du Sénégal de football est la trentième édition de la première division au Sénégal. Les dix-huit meilleures équipes du pays sont réparties en deux poules où elles s'affrontent deux fois, à domicile et à l'extérieur. À l'issue du championnat, les deux derniers de chaque groupe sont relégués et remplacés par les deux meilleurs clubs de Division 2 tandis que les deux premiers disputent la phase finale nationale.
C'est l'ASC Diaraf qui remporte le championnat cette saison après avoir battu lors de la finale nationale l'Entente Sotrac Ouakam. C'est le huitième titre de champion du Sénégal de l'histoire du club, qui réussit même le doublé en s'imposant en finale de la Coupe du Sénégal face à l'AS Douanes.
Le vainqueur du championnat se qualifie pour la Coupe des clubs champions africains tandis que le vainqueur de la Coupe du Sénégal obtient son billet pour la Coupe des Coupes. Enfin, le deuxième du championnat se qualifie pour la Coupe de la CAF et un club obtient son billet pour la prochaine édition de la Coupe de l'UFOA, une compétition régionale réservée aux clubs de l'Afrique de l'Ouest.

## Les clubs participants
| - Espoirs de Bignona - US Gorée - Compagnie sucrière sénégalaise - ASC Port Autonome - Sodefitex - AS Douanes - ASC Jeanne d'Arc - ASFA Dakar - Entente Sotrac Ouakam | - Entente Réveil Guet-Ndarou Mool - Promu de Division 2 - ASC Diamono - Promu de Division 2 - ASC Diaraf - Stade de Mbour - US Rail - ASC Linguère - ETICS Mboro - SONACOS - ASEC Ndiambour |

## Compétition
Le barème de points servant à établir les classements se décompose ainsi :
- Victoire : 2 points
- Match nul : 1 point
- Défaite : 0 point

### Première phase

#### Groupe A
| Rang | Équipe                | Pts | J  | G | N | P | Bp | Bc | Diff |
| ---- | --------------------- | --- | -- | - | - | - | -- | -- | ---- |
| 1    | ASC DiarafC           | 29  | 16 | 8 | 5 | 3 | 23 | 12 | +11  |
| 2    | Entente Sotrac Ouakam | 29  | 16 | 8 | 5 | 3 | 21 | 12 | +9   |
| 3    | US Rail               | 29  | 16 | 7 | 8 | 1 | 14 | 9  | +5   |
| 4    | ETICS Mboro           | 25  | 16 | 7 | 4 | 5 | 12 | 9  | +3   |
| 5    | SONACOS               | 20  | 16 | 5 | 5 | 6 | 11 | 15 | -4   |
| 6    | Espoirs de Bignona    | 18  | 16 | 4 | 6 | 6 | 11 | 17 | -6   |
| 7    | SODEFITEX             | 18  | 16 | 4 | 6 | 6 | 8  | 10 | -2   |
| 8    | ASC DiamonoP          | 13  | 16 | 3 | 4 | 9 | 7  | 14 | -7   |
| 9    | ASC Jeanne d'Arc      | 11  | 16 | 2 | 5 | 9 | 7  | 16 | -9   |

|  | Qualification pour la phase finale nationale                                     |
|  | Relégation directe en Division 2                                                 |
|  | T : Tenant du titre C : Vainqueur de la Coupe du Sénégal P : Promu de Division 2 |

- Pour une raison indéterminée, l'ASC Jeanne d'Arc échappe à la relégation.

#### Groupe B
| Rang | Équipe                           | Pts | J  | G | N | P  | Bp | Bc | Diff |
| ---- | -------------------------------- | --- | -- | - | - | -- | -- | -- | ---- |
| 1    | ASEC NdiambourT                  | 30  | 16 | 8 | 6 | 2  | 15 | 4  | +11  |
| 2    | ASC Linguère                     | 25  | 16 | 7 | 4 | 5  | 9  | 5  | +4   |
| 3    | AS Douanes                       | 24  | 16 | 6 | 6 | 4  | 18 | 9  | +9   |
| 4    | Compagnie sucrière sénégalaise   | 23  | 16 | 5 | 8 | 3  | 10 | 7  | +3   |
| 5    | US Gorée                         | 22  | 16 | 6 | 4 | 6  | 9  | 11 | -2   |
| 6    | ASFA Dakar                       | 21  | 16 | 4 | 9 | 3  | 6  | 5  | +1   |
| 7    | ASC Port Autonome                | 18  | 16 | 3 | 9 | 4  | 6  | 8  | -2   |
| 8    | Stade de Mbour                   | 17  | 16 | 3 | 8 | 5  | 6  | 8  | -2   |
| 9    | Entente Réveil Guet-Ndarou MoolP | 8   | 16 | 2 | 2 | 12 | 3  | 25 | -22  |

|  | Qualification pour la phase finale nationale                                     |
|  | Qualification pour la Coupe des Coupes 1996                                      |
|  | Relégation directe en Division 2                                                 |
|  | T : Tenant du titre C : Vainqueur de la Coupe du Sénégal P : Promu de Division 2 |

### Phase finale nationale

#### Demi-finales
| Équipe 1       | Résultat | Équipe 2              |
| -------------- | -------- | --------------------- |
| ASC Diaraf     | -        | ASC Linguère          |
| ASEC Ndiambour | -        | Entente Sotrac Ouakam |

#### Finale
| 6 août 1995 | ASC Diaraf                      | 2 – 1 a.p. | Entente Sotrac Ouakam | Dakar |  |
|             | Mamoune Diop 41e · Cissoko 112e | (1 – 1)    | Sène 35e (pen.)       |       |  |

## Bilan de la saison
| Championnat du Sénégal de football 1995  |                                 |
| Champion                                 | ASC Diaraf (8e titre)           |
| Coupes et trophées                       |                                 |
| Vainqueur de la Coupe du Sénégal 1995    | ASC Diaraf                      |
| Qualifications continentales             |                                 |
| Coupe des clubs champions africains 1996 | ASC Diaraf                      |
| Coupe des Coupes 1996                    | AS Douanes                      |
| Coupe de la CAF 1996                     | Entente Sotrac Ouakam           |
| Coupe de l'UFOA 1996                     | ASEC Ndiambour                  |
| Promotions et relégations                |                                 |
| Promus en Division 1                     | ASC Niayès-Pikine               |
| Promus en Division 1                     | ASC Yeggo                       |
| Relégués en Division 2                   | SODEFITEX                       |
| Relégués en Division 2                   | ASC Diamono                     |
| Relégués en Division 2                   | Stade de Mbour                  |
| Relégués en Division 2                   | Entente Réveil Guet-Ndarou Mool |